# Distrito Municipio de Raseiniai
Distrito Municipio de Raseiniai o Distrito de Raseiniai (Raseinių rajono savivaldybė; Raseinių rajonas) es Lituania, en oeste de Condado de Kaunas. Cubre un área de 1573 km² y albergaba una población de 43.100 personas en 2005. La cabecera es Raseiniai.

## Localidades
Es distrito son:
- 2 ciudades - Raseiniai y Ariogala
- 7 poblaciones - Betygala, Girkalnis, Lyduvėnai, Nemakščiai, Šiluva, Viduklė y Žaiginys
- 590 pueblos.

## Comunas (Seniūnijos)
En el distrito hay 12 comunas (entre paréntesis - cabecera)
- Ariogalos seniūnija (Ariogala)
- Ariogalos miesto seniūnija (Ariogala)
- Betygalos seniūnija (Betygala)
- Girkalnio seniūnija (Girkalnis)
- Kalnujų seniūnija (Kalnujai)
- Nemakščių seniūnija (Nemakščiai)
- Pagojukų seniūnija (Kaulakiai)
- Paliepių seniūnija (Sujainiai)
- Raseinių seniūnija (Raseiniai)
- Raseinių miesto seniūnija (Raseiniai)
- Šiluvos seniūnija (Šiluva)
- Viduklės seniūnija (Viduklė)